# Первенство России по фигурному катанию среди юниоров
Первенство России по фигурному катанию среди юниоров — соревнование по фигурному катанию на коньках среди юниоров, организуемое Федерацией фигурного катания на коньках России.
Проводится ежегодно.
На первенстве разыгрываются медали в четырёх дисциплинах: мужском одиночном катании, женском одиночном катании, парном катании и танцах на льду.
Является отборочным на Чемпионат мира по фигурному катанию среди юниоров.

## Медалисты

### Юноши
| Сезон     | Место пров.     | Золото              | Серебро            | Бронза             | Прим.  |
| 1999/2000 | Москва          | Илья Климкин        | Денис Баландин     | Андрей Лезин       | [ 2 ]  |
| 2000/01   | Москва          | Сергей Добрин       | Александр Шубин    | Антон Смирнов      | [ 3 ]  |
| 2001/02   | Казань          | Станислав Тимченко  | Андрей Грязев      | Александр Шубин    | [ 4 ]  |
| 2002/03   | Одинцово        | Александр Шубин     | Сергей Добрин      | Андрей Лутай       | [ 5 ]  |
| 2003/04   | Казань          | Андрей Грязев       | Сергей Добрин      | Денис Леушин       | [ 6 ]  |
| 2004/05   | Одинцово        | Александр Успенский | Сергей Воронов     | Сергей Добрин      | [ 7 ]  |
| 2005/06   | Нижний Новгород | Александр Успенский | Сергей Воронов     | Артур Гачинский    | [ 8 ]  |
| 2006/07   | Самара          | Сергей Воронов      | Артём Бородулин    | Даниил Глейхенгауз | [ 9 ]  |
| 2007/08   | Ростов-на-Дону  | Иван Бариев         | Никита Михайлов    | Владимир Успенский | [ 10 ] |
| 2008/09   | Саранск         | Иван Бариев         | Артур Гачинский    | Артём Григорьев    | [ 11 ] |
| 2009/10   | Саранск         | Артур Гачинский     | Артур Дмитриев-мл. | Марк Шахматов      | [ 12 ] |
| 2010/11   | Казань          | Артур Дмитриев-мл.  | Жан Буш            | Гордей Горшков     | [ 13 ] |
| 2011/12   | Новогорск       | Жан Буш             | Артур Дмитриев-мл. | Максим Ковтун      | [ 14 ] |
| 2012/13   | Саранск         | Михаил Коляда       | Александр Самарин  | Александр Петров   | [ 15 ] |
| 2013/14   | Саранск         | Адьян Питкеев       | Александр Петров   | Морис Квителашвили | [ 16 ] |
| 2014/15   | Йошкар-Ола      | Александр Петров    | Александр Самарин  | Дмитрий Алиев      | [ 17 ] |
| 2015/16   | Челябинск       | Дмитрий Алиев       | Александр Самарин  | Роман Савосин      | [ 18 ] |
| 2016/17   | Санкт-Петербург | Дмитрий Алиев       | Александр Петров   | Игорь Ефимчук      | [ 19 ] |
| 2017/18   | Саранск         | Алексей Ерохов      | Роман Савосин      | Артур Даниелян     | [ 20 ] |
| 2018/19   | Пермь           | Даниил Самсонов     | Пётр Гуменник      | Роман Савосин      | [ 21 ] |
| 2019/20   | Саранск         | Даниил Самсонов     | Пётр Гуменник      | Андрей Мозалёв     | [ 22 ] |
| 2020/21   | Красноярск      | Евгений Семененко   | Александр Голубев  | Егор Рухин         | [ 23 ] |
| 2021/22   | Саранск         | Илья Яблоков        | Николай Угожаев    | Артём Ковалёв      | [ 24 ] |
| 2022/23   | Пермь           | Арсений Федотов     | Лев Лазарев        | Григорий Фёдоров   | [ 25 ] |
| 2023/24   | Саранск         | Арсений Федотов     | Лев Лазарев        | Иван Рамзенков     | [ 26 ] |
| 2024/25   | Саранск         | Лев Лазарев         | Арсений Федотов    | Макар Солодников   | [ 27 ] |

### Девушки
| Сезон     | Место пров.     | Золото                | Серебро                  | Бронза                   | Прим.         |
| 1999/2000 | Москва          | Ирина Ткачук          | Наталья Рыжова           | Дарья Тимошенко          | [ 2 ]         |
| 2000/01   | Москва          | Кристина Обласова     | Светлана Чернышева       | Ирина Ткачук             | [ 3 ]         |
| 2001/02   | Казань          | Кристина Обласова     | Татьяна Басова           | Людмила Нелидина         | [ 4 ]         |
| 2002/03   | Одинцово        | Кристина Обласова     | Ольга Найдёнова          | Алима Гершкович          | [ 5 ]         |
| 2003/04   | Казань          | Ангелина Туренко      | Алима Гершкович          | Ольга Найдёнова          | [ 6 ]         |
| 2004/05   | Одинцово        | Вероника Кропотина    | Лилия Биктагирова        | Ольга Найдёнова          | [ 7 ]         |
| 2005/06   | Нижний Новгород | Арина Мартынова       | Катарина Гербольдт       | Валерия Воробьёва        | [ 8 ]         |
| 2006/07   | Самара          | Арина Мартынова       | Алёна Леонова            | Ксения Доронина          | [ 9 ]         |
| 2007/08   | Ростов-на-Дону  | Катарина Гербольдт    | Алёна Леонова            | Полина Шелепень          | [ 10 ]        |
| 2008/09   | Саранск         | Аделина Сотникова     | Елизавета Туктамышева    | Оксана Гозева            | [ 11 ]        |
| 2009/10   | Саранск         | Полина Агафонова      | Анна Овчарова            | Полина Шелепень          | [ 12 ]        |
| 2010/11   | Казань          | Елизавета Туктамышева | Полина Шелепень          | Роза Щевелева            | [ 13 ]        |
| 2011/12   | Новогорск       | Юлия Липницкая        | Полина Шелепень          | Елена Радионова          | [ 14 ]        |
| 2012/13   | Саранск         | Елена Радионова       | Серафима Саханович       | Мария Сотскова           | [ 15 ]        |
| 2013/14   | Саранск         | Серафима Саханович    | Мария Сотскова           | Александра Проклова      | [ 16 ]        |
| 2014/15   | Йошкар-Ола      | Евгения Медведева     | Мария Сотскова           | Серафима Саханович       | [ 17 ] [ 28 ] |
| 2015/16   | Челябинск       | Полина Цурская        | Мария Сотскова           | Алиса Федичкина          | [ 18 ]        |
| 2016/17   | Санкт-Петербург | Алина Загитова        | Станислава Константинова | Полина Цурская           | [ 19 ]        |
| 2017/18   | Саранск         | Александра Трусова    | Алёна Косторная          | Станислава Константинова | [ 20 ]        |
| 2018/19   | Пермь           | Александра Трусова    | Алёна Косторная          | Анна Щербакова           | [ 21 ]        |
| 2019/20   | Саранск         | Камила Валиева        | Софья Акатьева           | Дарья Усачёва            | [ 22 ]        |
| 2020/21   | Красноярск      | Софья Акатьева        | Аделия Петросян          | Софья Муравьёва          | [ 23 ]        |
| 2021/22   | Саранск         | Софья Акатьева        | Софья Самоделкина        | Софья Муравьёва          | [ 24 ]        |
| 2022/23   | Пермь           | Алина Горбачева       | Вероника Жилина          | Мария Гордеева           | [ 25 ]        |
| 2023/24   | Саранск         | Маргарита Базылюк     | Алиса Двоеглазова        | Лидия Плескачёва         | [ 26 ]        |
| 2024/25   | Саранск         | Елена Костылева       | Алиса Двоеглазова        | София Дзепка             | [ 27 ]        |

### Спортивные пары
| Сезон     | Место пров.     | Золото                                        | Серебро                                       | Бронза                                 | Прим.  |
| 1999/2000 | Москва          | Елена Рябчук / Станислав Захаров              | Юлия Шапиро / Алексей Соколов                 | Милица Брозович / Антон Нименко        | [ 2 ]  |
| 2000/01   | Москва          | Юлия Карбовская / Сергей Славнов              | Елена Рябчук / Станислав Захаров              | Светлана Николаева / Павел Лебедев     | [ 3 ]  |
| 2001/02   | Казань          | Елена Рябчук / Станислав Захаров              | Юлия Карбовская / Сергей Славнов              | Мария Мухортова / Павел Лебедев        | [ 4 ]  |
| 2002/03   | Одинцово        | Татьяна Кокорева / Егор Головкин              | Юлия Карбовская / Сергей Славнов              | Мария Мухортова / Павел Лебедев        | [ 5 ]  |
| 2003/04   | Казань          | Мария Мухортова / Максим Траньков             | Наталья Шестакова / Павел Лебедев             | Татьяна Кокорева / Егор Головкин       | [ 6 ]  |
| 2004/05   | Одинцово        | Елена Ефаева / Алексей Меньшиков              | Мария Мухортова / Максим Траньков             | Татьяна Кокорева / Егор Головкин       | [ 7 ]  |
| 2005/06   | Нижний Новгород | Екатерина Васильева / Александр Смирнов       | Ксения Красильникова / Константин Безматерных | Валерия Симакова / Антон Токарев       | [ 8 ]  |
| 2006/07   | Самара          | Ксения Красильникова / Константин Безматерных | Вера Базарова / Юрий Ларионов                 | Елизавета Левшина / Константин Гаврин  | [ 9 ]  |
| 2007/08   | Ростов-на-Дону  | Ксения Красильникова / Константин Безматерных | Любовь Илюшечкина / Нодари Маисурадзе         | Анастасия Мартюшева / Алексей Рогонов  | [ 10 ] |
| 2008/09   | Саранск         | Анастасия Мартюшева / Алексей Рогонов         | Екатерина Шереметьева / Михаил Кузнецов       | Сабина Имайкина / Андрей Новосёлов     | [ 11 ] |
| 2009/10   | Саранск         | Ксения Столбова / Фёдор Климов                | Татьяна Новик / Михаил Кузнецов               | Анна Силаева / Артур Минчук            | [ 12 ] |
| 2010/11   | Казань          | Ксения Столбова / Фёдор Климов                | Александра Васильева / Юрий Шевчук            | Кристина Астахова / Никита Бочков      | [ 13 ] |
| 2011/12   | Новогорск       | Василиса Даванкова / Андрей Депутат           | Екатерина Петайкина / Максим Курдюков         | Камилла Гайнетдинова / Иван Бич        | [ 14 ] |
| 2012/13   | Саранск         | Лина Фёдорова / Максим Мирошкин               | Евгения Тарасова / Владимир Морозов           | Камилла Гайнетдинова / Иван Бич        | [ 15 ] |
| 2013/14   | Саранск         | Евгения Тарасова / Владимир Морозов           | Мария Выгалова / Егор Закроев                 | Василиса Даванкова / Андрей Депутат    | [ 16 ] |
| 2014/15   | Йошкар-Ола      | Мария Выгалова / Егор Закроев                 | Лина Фёдорова / Максим Мирошкин               | Анастасия Губанова / Алексей Синцов    | [ 17 ] |
| 2015/16   | Челябинск       | Анастасия Мишина / Владислав Мирзоев          | Амина Атаханова / Илья Спиридонов             | Екатерина Борисова / Дмитрий Сопот     | [ 18 ] |
| 2016/17   | Санкт-Петербург | Александра Бойкова / Дмитрий Козловский       | Амина Атаханова / Илья Спиридонов             | Алина Устимкина / Никита Володин       | [ 19 ] |
| 2017/18   | Саранск         | Дарья Павлюченко / Денис Ходыкин              | Анастасия Мишина / Александр Галлямов         | Полина Костюкович / Дмитрий Ялин       | [ 20 ] |
| 2018/19   | Пермь           | Анастасия Мишина / Александр Галлямов         | Полина Костюкович / Дмитрий Ялин              | Аполлинария Панфилова / Дмитрий Рылов  | [ 21 ] |
| 2019/20   | Саранск         | Аполлинария Панфилова / Дмитрий Рылов         | Ксения Ахантьева / Валерий Колесов            | Юлия Артемьева / Михаил Назарычев      | [ 22 ] |
| 2020/21   | Красноярск      | Юлия Артемьева / Михаил Назарычев             | Ксения Ахантьева / Валерий Колесов            | Анастасия Мухортова / Дмитрий Евгеньев | [ 23 ] |
| 2021/22   | Саранск         | Наталья Хабибуллина / Илья Княжук             | Юлия Артемьева / Михаил Назарычев             | Екатерина Чикмарёва / Матвей Янченков  | [ 24 ] |
| 2022/23   | Пермь           | Екатерина Чикмарёва / Матвей Янченков         | Юлия Артемьева / Алексей Брюханов             | Елизавета Осокина / Артём Грицаенко    | [ 25 ] |
| 2023/24   | Саранск         | Анастасия Чернышова / Владислав Вильчик       | Влада Селиванова / Виктор Потапов             | Алиса Блинникова / Алексей Карпов      | [ 26 ] |
| 2024/25   | Саранск         | Полина Шешелева / Егор Карнаухов              | Таисия Щербинина / Артём Петров               | Зоя Ковязина / Артемий Мохов           | [ 27 ] |

### Танцы на льду
| Сезон     | Место пров.     | Золото                                  | Серебро                                  | Бронза                                   | Прим.  |
| 1999/2000 | Москва          | Наталья Романюта / Даниил Баранцев      | Светлана Куликова / Арсений Марков       | Елена Халявина / Максим Шабалин          | [ 2 ]  |
| 2000/01   | Москва          | Наталья Романюта / Даниил Баранцев      | Елена Халявина / Максим Шабалин          | Оксана Домнина / Максим Болотин          | [ 3 ]  |
| 2001/02   | Казань          | Елена Халявина / Максим Шабалин         | Елена Романовская / Александр Грачёв     | Оксана Домнина / Максим Болотин          | [ 4 ]  |
| 2002/03   | Одинцово        | Оксана Домнина / Максим Шабалин         | Елена Романовская / Александр Грачёв     | Наталья Михайлова / Аркадий Сергеев      | [ 5 ]  |
| 2003/04   | Казань          | Наталья Михайлова / Аркадий Сергеев     | Елена Романовская / Александр Грачёв     | Екатерина Рублёва / Иван Шефер           | [ 6 ]  |
| 2004/05   | Одинцово        | Наталья Михайлова / Аркадий Сергеев     | Анастасия Горшкова / Илья Ткаченко       | Анастасия Платонова / Андрей Максимишин  | [ 7 ]  |
| 2005/06   | Нижний Новгород | Наталья Михайлова / Аркадий Сергеев     | Анастасия Горшкова / Илья Ткаченко       | Анастасия Платонова / Андрей Максимишин  | [ 8 ]  |
| 2006/07   | Самара          | Екатерина Боброва / Дмитрий Соловьёв    | Мария Монько / Илья Ткаченко             | Кристина Горшкова / Виталий Бутиков      | [ 9 ]  |
| 2007/08   | Ростов-на-Дону  | Кристина Горшкова / Виталий Бутиков     | Мария Монько / Илья Ткаченко             | Екатерина Рязанова / Джонатан Гурейро    | [ 10 ] |
| 2008/09   | Саранск         | Екатерина Рязанова / Джонатан Гурейро   | Екатерина Пушкаш / Дмитрий Киселёв       | Марина Антипова / Артём Кудашев          | [ 11 ] |
| 2009/10   | Саранск         | Ксения Монько / Кирилл Халявин          | Елена Ильиных / Никита Кацалапов         | Екатерина Пушкаш / Джонатан Гурейро      | [ 12 ] |
| 2010/11   | Казань          | Ксения Монько / Кирилл Халявин          | Екатерина Пушкаш / Джонатан Гурейро      | Евгения Косыгина / Николай Морошкин      | [ 13 ] |
| 2011/12   | Новогорск       | Виктория Синицина / Руслан Жиганшин     | Александра Степанова / Иван Букин        | Валерия Зенкова / Валерий Синицын        | [ 14 ] |
| 2012/13   | Саранск         | Валерия Зенкова / Валерий Синицын       | Евгения Косыгина / Николай Морошкин      | Анна Яновская / Сергей Мозгов            | [ 15 ] |
| 2013/14   | Саранск         | Александра Степанова / Иван Букин       | Анна Яновская / Сергей Мозгов            | Бетина Попова / Юрий Власенко            | [ 16 ] |
| 2014/15   | Йошкар-Ола      | Анна Яновская / Сергей Мозгов           | Бетина Попова / Юрий Власенко            | Софья Евдокимова / Егор Базин            | [ 17 ] |
| 2015/16   | Челябинск       | Алла Лобода / Павел Дрозд               | Бетина Попова / Юрий Власенко            | Анастасия Шпилевая / Григорий Смирнов    | [ 18 ] |
| 2016/17   | Санкт-Петербург | Анастасия Шпилевая / Григорий Смирнов   | Алла Лобода / Павел Дрозд                | Анастасия Скопцова / Кирилл Алёшин       | [ 19 ] |
| 2017/18   | Саранск         | Анастасия Скопцова / Кирилл Алёшин      | Софья Шевченко / Игорь Ерёменко          | Арина Ушакова / Максим Некрасов          | [ 20 ] |
| 2018/19   | Пермь           | Софья Шевченко / Игорь Ерёменко         | Арина Ушакова / Максим Некрасов          | Елизавета Худайбердиева / Никита Назаров | [ 21 ] |
| 2019/20   | Саранск         | Елизавета Шанаева / Девид Нарижный      | Арина Ушакова / Максим Некрасов          | Диана Дэвис / Глеб Смолкин               | [ 22 ] |
| 2020/21   | Красноярск      | Арина Ушакова / Максим Некрасов         | Елизавета Шанаева / Девид Нарижный       | Ирина Хавронина / Дарио Чиризано         | [ 23 ] |
| 2021/22   | Саранск         | Ирина Хавронина / Дарио Чиризано        | Василиса Кагановская / Валерий Ангелопол | Софья Тютюнина / Александр Шустицкий     | [ 24 ] |
| 2022/23   | Пермь           | Анна Щербакова / Егор Гончаров          | Софья Леонтьева / Даниил Горелкин        | Екатерина Рыбакова / Иван Махноносов     | [ 25 ] |
| 2023/24   | Саранск         | Екатерина Рыбакова / Иван Махноносов    | Анна Коломенская / Артём Фролов          | Анна Щербакова / Егор Гончаров           | [ 26 ] |
| 2024/25   | Саранск         | Василиса Григорьева / Евгений Артющенко | Елизавета Малеина / Матвей Самохин       | Зоя Пестова / Сергей Лагутов             | [ 27 ] |